# Antonio de Espinosa
Antonio de Espinosa (nacido en Jaén, España) fue un impresor de la Nueva España, segundo en establecerse en ese sitio y considerado el mejor tipógrafo del siglo XVI.

## Biografía

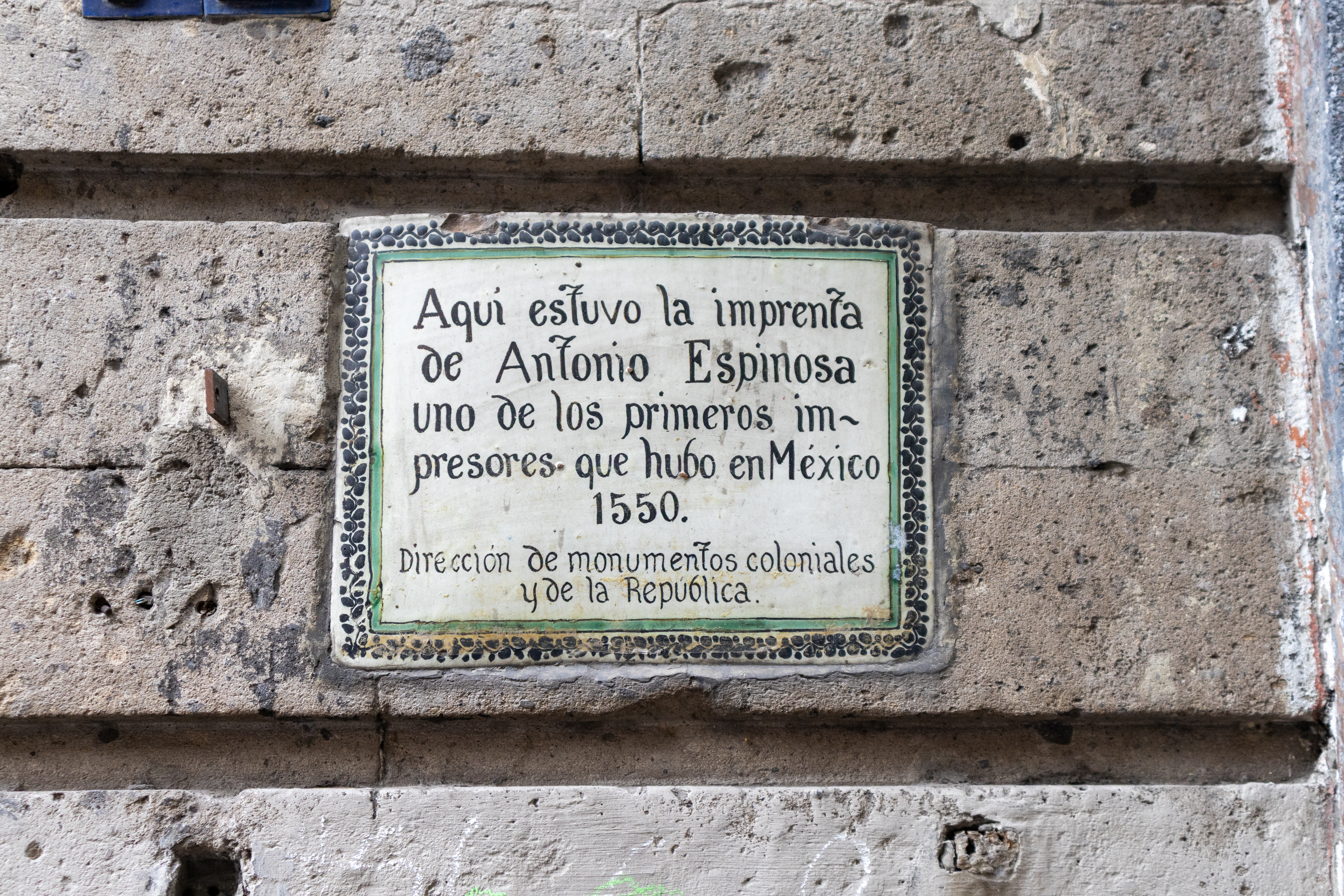
Placa que consigna el sitio donde Espinosa estableció su imprenta en 1550, actual calle de Isabel la Católica, Centro Histórico de la Ciudad de México.

Antonio de Espinosa era originario de Jaén, España, su padre fue Miguel de Espinosa y su madre Sabina Gutiérrez, tuvo cuatro hermanos, dos hombres y dos mujeres. En 1550 era mayor de diecisiete años y menor de veinticinco; nació, desde luego, entre 1526 y 1532.  Aprendió el oficio en Alcalá de Henares, Granada y Sevilla y por lo menos en un periodo de seis años, se forma como cortador de punzones. Fue aprendiz de Juan Canalla en 1547, de Jaén. Llegó a la Nueva España en 1550. Se casó y tuvo una hija llamada María Espinosa. Murió en el año de 1576.

## Antonio de Espinosa en la Nueva España

### Época con Juan Pablos
Juan Pablos fue el primer impresor de la Nueva España, trabajando en el taller de Juan Cromberger, al morir éste su familia ignoró el negocio. Entonces Juan Pablos escribió al virrey Antonio de Mendoza manifestándole que la imprenta no le daba para vivir y que se sostenía de la merced a las limosnas que recibía.
En 1548 Juan Pablos recibió en préstamo 500 ducados de oro de Bartolomé Fontana, factor en México del comerciante florentino Baltasar Gabiano, residente en Sevilla. Con el dinero mejoró la imprenta y contrató a Tomé Rico como “tirador” (prensista), a Juan Muñoz como “componedor” (cajista) y a Antonio de Espinosa como “fundidor cortador”, acompañándolo Diego de Montoya, posiblemente su ayudante.  
Cuanto Espinosa trabajó en el taller en 1554, remplazó los caracteres góticos por tipos romanos y cursivos y también utilizó grabados en madera. La prosperidad de la imprenta de Juan Pablos debió excitar la codicia de Espinosa, pues durante los años que trabajó en ese taller, tuvo conocimiento de las ventajas y desventajas de la empresa. Una de las grandes ventajas de que gozaba Pablos consistía en haber obtenido prórroga a la licencia de los Cromberger para ejercer con exclusividad el arte de la imprenta en la Nueva España: el virrey don Antonio de Mendoza le había otorgado el monopolio por ocho años, prolongándolo luego cuatro años más. Don Luis de Velasco, su sucesor, hizo extensivo en 1554 este privilegio por otros cuatro años. De este modo, la licencia era válida hasta 1558, y con tal seguridad, no debió Juan Pablos preocuparse mucho por su monopolio.

### Fin del monopolio
Antonio de Espinosa, sabía que era difícil terminar con el monopolio de Juan Pablos en México, así que viajó a España llevando el caso ante el Consejo de Indias junto con otros impresores Antonio Álvarez, Sebastián Gutiérrez y Juan Rodríguez, diciendo que Juan Pablos siendo el único impresor de la Nueva España no sé preocupaba por la calidad de los libros y los vendía a precios muy altos.  
En la corte de Valladolid se encontró a Martín Córtes, el segundo marqués del Valle y no mucho tiempo después obtuvo la cédula con la cual acababa con el monopolio de Juan Pablos. Espinosa no regresaría inmediatamente de España pero con él llegan algunos de sus hermanos.

### Trabajo como impresor
Al llegar Espinosa a México, exhibía sus cédulas y las presentaba al virrey don Luis de Velasco y a la Real Audiencia, el 2 de agosto de 1559:

En la ciudad de México, a dos días del mes de agosto de mill e quinientos y çinqüenta y nueue años antel muy illustre señor don Luis de Velasco, visorrey e gouernador, capitán general por su Magestad en esta Nueva España y presidente en la Audiencia Real, pareçió Antonio de Espinosa, vezino desta ciudad, presentó esta cédula de su Magestad, librada en su real Consejo de Yndias, y pidió della cumplimiento; y por su señoría vista, la tomó en sus manos, dixo que le obedezía y obedeçió con acatamiento y rreuenrencia deuida, y en quanto al cumplimiento della, quél está presto de hazer y cumplir lo que por ella su Magestad manda. Y que así se asiente por auto.- DON LUIS DE VELASCO.- Pasó ante mí, ANT[ONI ]O DE TURÇIOS.

Tenía su establecimiento en la casa que hoy es la n.º 2 de la calle de S. Agustín. El primer libro que imprimió fue Grammatica Maturini del Fray Maturino Gilberti. 
En 1572 María Sansoric, al ser procesado su esposo Pedro Ocharte por la Inquisición, se queda a cargo del taller y se asocia con Antonio de Espinosa para acabar de imprimir dos obras Pasionero y Antifonario Dominical.

### Después de la muerte de Antonio de Espinosa
La imprenta de Antonio de Espinosa, después de su muerte, es heredada a María Espinosa en 1576, ella renta el equipo a Pedro Balli y luego de veinticinco años es devuelto. Se casa con el tipógrafo Diego López Dávalos, quien dirige el taller de 1597 a 1602 en el Convento Franciscano de Tlatelolco.  
Para el año 1605 Diego López Dávalos había obtenido las imprentas de Juan Pablos, Pedro Ocharte y Antonio de Espinosa, además usaba el sello de Antonio en algunas ediciones. Luego vendió los enseres de la imprenta a Diego Garrido, posteriormente su viuda traspasó el taller a Diego Gutiérrez, que trabajó con la viuda de Bernardo Calderón y posiblemente allí lo cedió a Manuel de los Olivos.  Así terminó la actividad de la imprenta de Antonio de Espinosa, que había sido la mejor equipada de la nueva España en el siglo XVI.

## Obras impresas
Impresos realizados por Antonio de Espinosa (1559 – 1576)
- 1559  Grammatica Maturini por Fray Maturino Gilberti

- 1560  Túmulo Imperial de la gran ciudad de México por Francisco Cervantes de Salazar

- 1561 Missale Romanum ordinarium.

- 1563 Cedulario de Puga

- 1565 Confesionario breve, en lengua Mexicana y Castellana por Fray Alonso de Molina

- 1565 Confesionario mayor, en lengua mexicana y Castellana  por Fray Alonso de Molina

- 1566  De septem novae legis sacramentis summarium por Fray Bartolomé de Ledesma

- 1567 Instituciones por Jesús María Franciscus

- 1568 Graduale Dominicale (Antonio de Espinosa a costa de Pedro Ocharte)

- 1568  Bulla confirmationis et novae concessionis priuilegiorum omnium ordinum Mendicantium  por Pio V

- 1568 Tabula Privilegiorum

- 1569 Bulla  por Pio V

- 1569 Confesionario breve, en lengua Mexicana y Castellana por Fray Alonso de Molina

- 1569 Confesionario mayor, en lengua Mexicana y Castellana por Fray Alonso de Molina

- 1571 Vocabulario en lengua castellana mexicana  por  Fray Alonso de Molina

- 1573 Tratado, de qve se deven administrar los Sacramentos dela santa Eucharistia y Extrema unction: alos Indios de esta nueva España  por Fray Pedro de Agurto

- 1574 Orden del virrey Martín Enríquez

- 1575 Thesoro spiritval de pobres en lengua de Michuaca por el Fray Maturino Gilberti

- 1575 Sermones para publicar, y despedir la Bulla de la sancta cruzada por el Fray Juan de la Anunciación

- 1575 Doctrinalis fidei en Michuacanensium Jndorum linguam (Tomo segundo) por Fray Juan de Medina Plaza

- 1576 Graduale Dominicale por Juan Hernández (Editor), (En la casa de Antonio de Espinosa a costo de Pedro Ocharte)

Impresos de los cuales no se han encontrado ejemplares.
- 1567 Confesionario por Fray Francisco de Vitoria

- 1568 La corona de nuestro Señor Jesucristo por Fray Juan de Villena (¿Antonio de Espinosa? ¿Pedro Ocharte?)

- 1571 Doctrina breve en lengua mexicana por Fray Alonso de Molina

- 1572 Pasionero (En la casa de Antonio de Espinosa a costo de Pedro Ocharte)

- 1572 o 1573 Antifonario Dominical (En casa de Antonio de Espinosa a costo de Pedro Ocharte)

## Marca de impresor
Desde el año inmediato siguiente de 1566, Espinosa introdujo en la tipografía mexicana la práctica, antes no acostumbrada, de poner en los libros que imprimía un escudo de armas, habiendo sido el primero en que lo estrenara el tratado De Sacramentis de fray Bartolomé de Ledesma. De éste, Espinosa hizo dos grabados diferentes. Representan un ancla atravesando una calavera de vaca con cuernos rotos; la calavera está fijada al ancla por una cinta que pasa por las órbitas y los cuernos, y la parte inferior de la misma ancla tiene un anillo con un cartucho que lleva las iniciales A. E. En el grabado grande, el anillo superior del ancla lleva una cinta, la cual no se encuentra en el grabado pequeño. En ambos, el escudo está colocado dentro de un marco.
Además algunos escudos contenían una frase que dice: Virtus in infirmitate perficitur I. Corinthiorum. II. (La virtud es conseguida en la debilidad) ubicada en una de las Epístolas paulinas, Corinthios II-12; 8 y 9.